# Clepticus brasiliensis
Clepticus brasiliensis là một loài cá biển thuộc chi Clepticus trong họ Cá bàng chài. Loài này được mô tả lần đầu tiên vào năm 2000.

## Từ nguyên
Từ định danh brasiliensis bắt nguồn từ nơi đầu tiên phát hiện ra loài này, Brasil (hậu tố ensis dùng để chỉ nơi chốn).

## Phạm vi phân bố và môi trường sống
C. brasiliensis có phạm vi phân bố ở Tây Nam Đại Tây Dương. Đây là loài đặc hữu của Brasil và được tìm thấy từ bang Maranhão trải dài đến bang Santa Catarina, bao gồm quần đảo São Pedro và São Paulo, Fernando de Noronha, Trindade và Martin Vaz và đảo san hô Rocas ở ngoài khơi.
C. brasiliensis sống xung quanh các rạn đá ngầm ở độ sâu đến ít nhất là 60 m.

## Mô tả
C. brasiliensis có chiều dài cơ thể tối đa được ghi nhận là 24,3 cm.
Cá cái có màu hoa cà đến tím chính sắc; chuyển thành màu vàng kim hoặc trắng ở bụng (vệt vàng đôi khi kéo dài từ giữa vây lưng đến bụng hoặc chỉ là một đốm nhỏ ở trên vây hậu môn). Vây lưng sau và vây hậu môn sau có màu đỏ thắm. Vây ngực và vây bụng có màu đỏ. Cá đực (giai đoạn cuối) có màu tím hoặc đỏ thắm; nhạt hơn ở ngực. Mống mắt màu đỏ hoặc vàng kim. Vây đuôi trong suốt, lõm sâu với hai thùy đuôi rất nhọn màu tím hoặc đỏ thắm, có các sợi tia vây vươn dài.
Toàn thân cá đực có tím nhạt, tím chính sắc, hoặc đỏ thắm (rất sẫm màu ở các vây nhưng nhạt hơn ở vùng ngực). Hai bên bụng và cuống đuôi phớt vàng. Cá con có màu hồng ửng đỏ hoặc vàng tươi (trắng ở bụng); hai bên thân có các dải màu đỏ sẫm. Vây bụng và vây hậu môn trắng nhạt, còn vây ngực và đuôi trong suốt, vây lưng màu đỏ hồng.
Số gai ở vây lưng: 12; Số tia vây ở vây lưng: 10; Số gai ở vây hậu môn: 3; Số tia vây ở vây hậu môn: 12; Số tia vây ở vây ngực: 17.

## Sinh thái
Thức ăn của C. brasiliensis là các loài động vật phù du ở tầng nước giữa. Chúng hợp thành đàn lớn, cá con có xu hướng bơi gần các rạn san hô hơn.

### Trích dẫn
- "Two new species of Creole wrasse (Labridae: Clepticus) from opposite sides of the Atlantic" (PDF). aqua, Journal of Ichthyology and Aquatic Biology. Quyển 4 số 2. 2000. tr. 67–76. {{Chú thích tạp chí}}: Đã bỏ qua tham số không rõ |authors= (trợ giúp)